# Lockheed Corporation

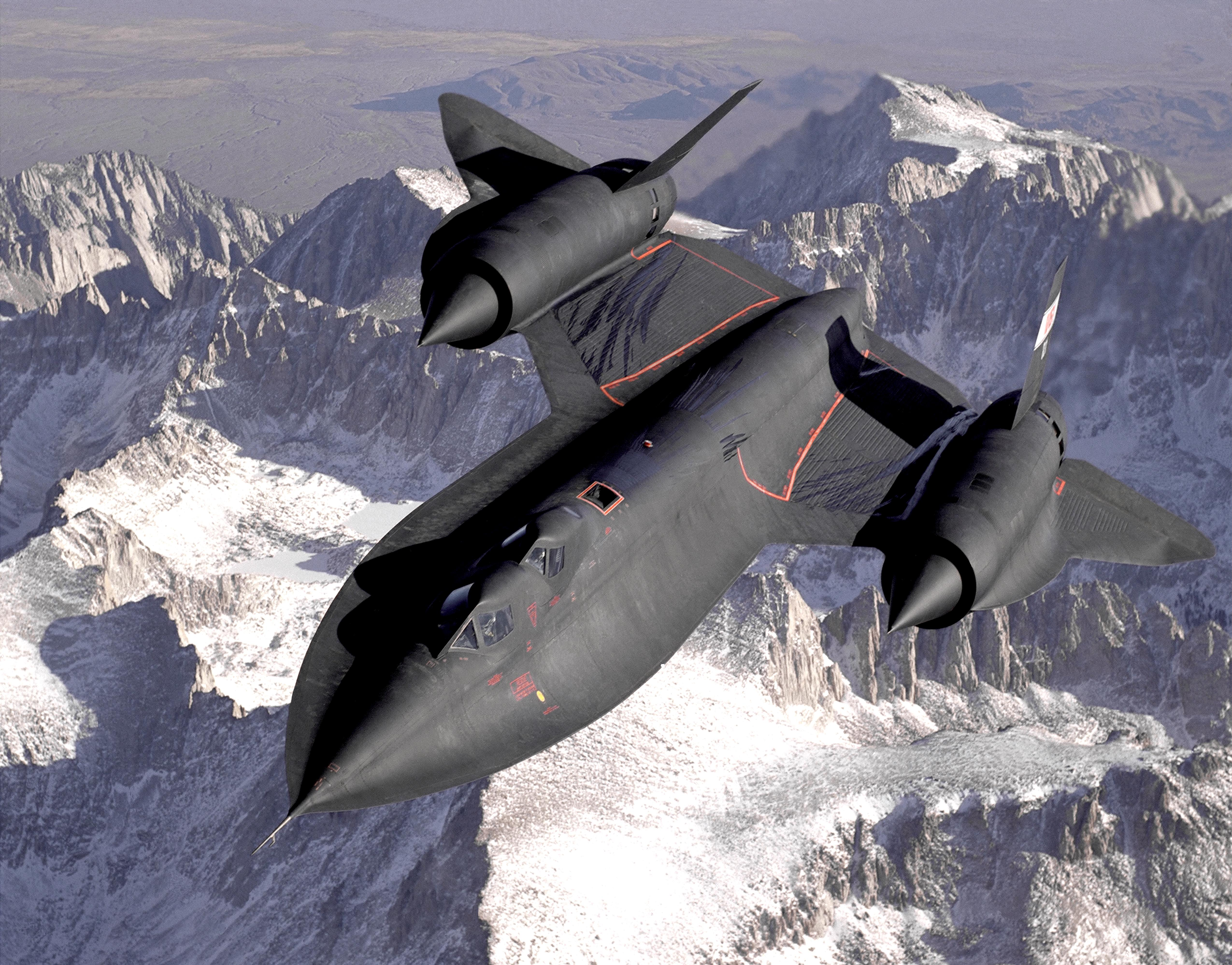
Lockheed SR-71, avión de reconocimiento estratégico de largo alcance que estuvo en activo entre 1966 y 1998.

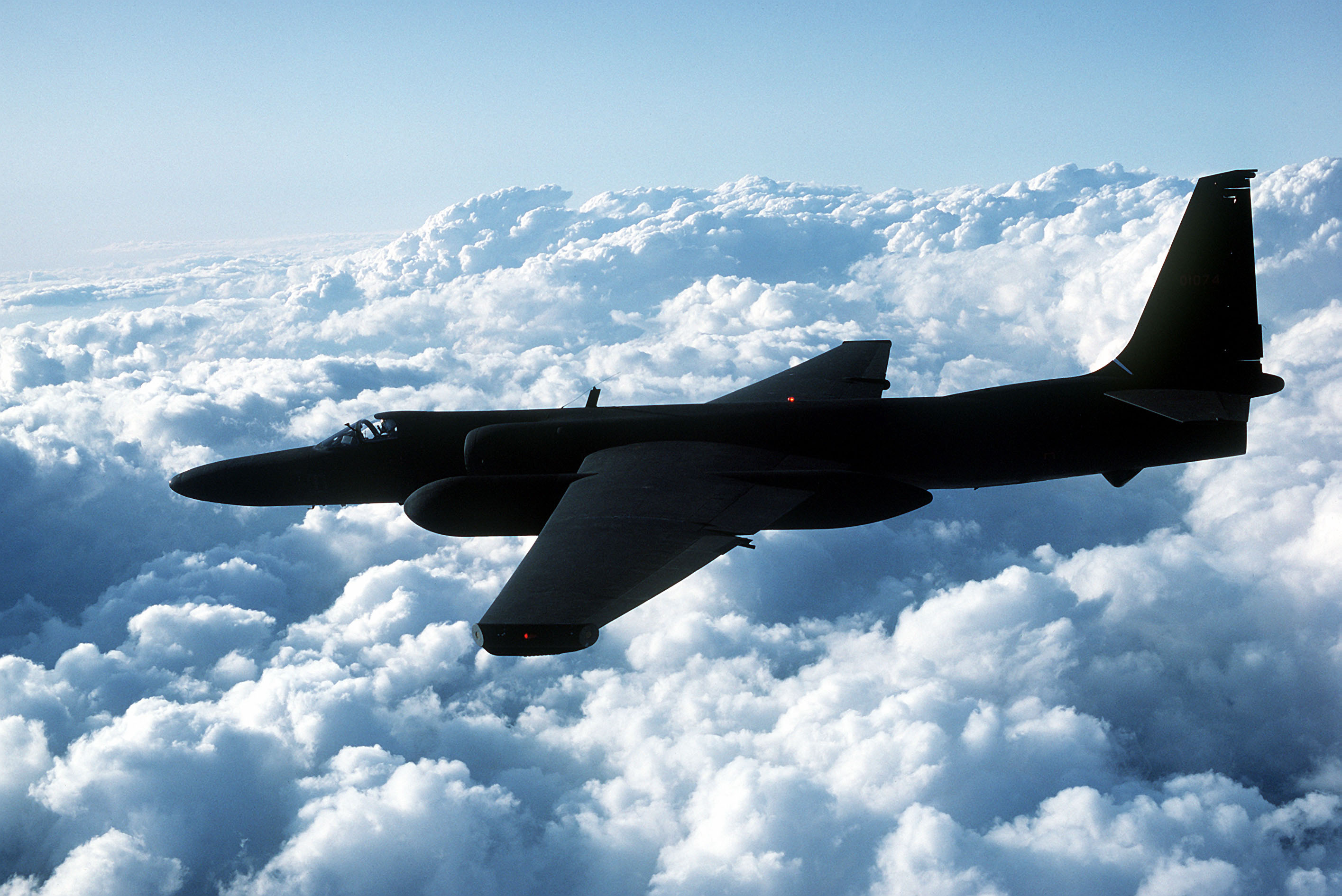
Lockheed U-2, avión de vigilancia a gran altitud.

Lockheed Corporation, originalmente conocida como Loughead Aircraft Manufacturing Company, fue una empresa aeroespacial estadounidense fundada en 1912 y que en 1995 se fusionó con Martin Marietta para formar Lockheed Martin.

## Orígenes
Introducidos en el mundo de la aviación en 1910, los hermanos Allan y Malcolm Loughead fundaron en 1912 la compañía Loughead Aircraft Manufacturing Company, con sede en Santa Bárbara (California, Estados Unidos). Años después la compañía comenzó a tener dificultades económicas que la obligaron a cerrar en 1921. Cinco años después, en 1926, nuevamente se funda la empresa, esta vez con el nombre Lockheed Aircraft Company, denominación que permanece hasta 1995, cuando la compañía se fusiona con Martin Marietta, dando lugar a Lockheed Martin.

### Modelos aviones
Algunos aparatos famosos de Lockheed por orden de fabricación:
- Lockheed Vega: transporte civil.
- Lockheed 8 Sirius
- Lockheed 9 Orion
- Lockheed Electra: avión de transporte civil.
- Lockheed 37 Ventura
- Lockheed P-38 Lightning: caza multipropósito y de escolta bimotor.
- Lockheed Hudson: avión de patrulla marítima/bombardero.
- Lockheed Constellation: avión de transporte civil.
- Lockheed P-80 Shooting Star: primer caza a reacción estadounidense.
- Lockheed P2V Neptune: avión de patrulla marítima.
- Lockheed F-94 Starfire: caza todo-tiempo.
- Lockheed U-2: avión de reconocimiento y espionaje.
- Lockheed C-130 Hercules: transporte táctico medio.
- Lockheed AC-130 Spectre: cañonero (variante del C-130).
- Lockheed EC-130: avión de espionaje electrónico con equipo secreto.
- Lockheed L-188 Electra: avión de transporte civil.
- Lockheed F-104 Starfighter: cazabombardero.
- Lockheed P-3 Orion: avión de guerra antisubmarina/patrullero marítimo.
- Lockheed C-141 Starlifter: avión de transporte táctico de largo alcance.
- Lockheed SR-71 Blackbird: avión de reconocimiento aéreo.
- Lockheed C-5 Galaxy: avión de transporte pesado.
- Lockheed L-1011 TriStar: avión civil de pasajeros.
- Lockheed S-3 Viking: avión de patrulla marítima/cisterna/guerra antisubmarina.
- Lockheed F-117 Nighthawk: cazabombardero furtivo.
- Lockheed Martin F-16 Fighting Falcon: caza polivalente
- Lockheed Martin F-22 Raptor: Caza de última generación.
- Lockheed Martin F-35 Lightning II: Cazabombardero furtivo.